# 赵铁山宅院
赵铁山宅院是一座清代古建筑，位于山西省晋中市太谷区明星镇古城东北部的田家后街20号，占地8亩，尚遗存东院、拔贡院、西院。东院前后三进，保存有南楼“御史第”和高12米的里院正楼府门楼。拔贡院为书法家赵铁山(1877～1945)在1909年最后一次生员考试中选中“拔贡”之后修建，前后2进，过厅5间，正厅3间，斗拱、隔扇等处木雕、砖雕精美华丽，采用琴棋书画、文房四宝等题材，颇具文人风格。西院包括书房院三进和心隐庵。种福园、半亩园已毁。1956年7月，赵铁山宅院被列为第一批太谷县文物保护单位。